# Anthurium arusiense
Anthurium arusiense (Croat & M.M.Mora, 2004) è una pianta della famiglia delle Aracee, endemica della Colombia.